# Oncología molecular
La oncología molecular es una especialidad médica interdisciplinaria que une la química medicinal y la oncología, centrada en el estudio de la química a nivel molecular del cáncer y de los tumores, así como en el desarrollo y la aplicación de terapias moleculares dirigidas.

## Ramas principales
La oncología molecular ha identificado los genes involucrados en el desarrollo del cáncer gracias a investigaciones que combinan diversas técnicas que van desde la genómica, la biología computacional, los estudios por imágenes, hasta los modelos funcionales in vitro e in vivo para estudiar los fenotipos biológicos y clínicos. Las proteínas producidas por estos genes pueden utilizarse para crear nuevos medicamentos quimioterapéuticos específicos y otros tratamientos contra el cáncer o tomografías computarizadas.  
Con el objetivo final de convertir estos hallazgos en tratamientos más efectivos para los pacientes, los científicos emplean diversas técnicas para validar el papel de nuevos genes candidatos en el desarrollo del cáncer. 

### Objetivos genéticos
Se están investigando muchos genes diferentes como posibles terapias contra el cáncer. Entre los más estudiados se encuentran el gen p53 y el gen PTEN  (reguladores principales del ciclo celular y otras vías involucradas en la integridad celular y genómica). Al detener el ciclo celular, estos genes aseguran que las células con daños genéticos no lo transmitan a las células hijas. El ciclo celular puede detenerse y, si el daño es lo suficientemente grave, los sistemas de señalización intracelular del p53 y PTEN pueden indicar la muerte de las células dañadas. Ambos genes se clasifican como supresores de tumores, ya que los sistemas supervisan la reparación de células que, de otra manera se replicarían sin control con el material genético dañado, lo que eventualmente conduciría al crecimiento del cáncer si no se mantiene bajo control.  Las mutaciones en estos genes se observan en más de la mitad de los tipos de cáncer humano que existen. 

## Terapias de oncolíticos a nivel molecular

### Inmunoterapia
La terapia genética inmunológica es un enfoque específico para el tratamiento del cáncer que implica la manipulación de las propias células inmunitarias del paciente y sus genes para crear una respuesta antitumoral. Al utilizar el sistema inmunológico el cuerpo para atacar las células tumorales, este desarrolla la habilidad de reconocer y atacar este mismo tipo de células en caso de que reaparezcan en el futuro.  Existen muchos tipos de Inmunoterapias, los cuales incluyen: trasplantes de  médula ósea, terapias con anticuerpos y otros métodos de manipulación celular diseñados para eliminar las células cancerosas, como los receptores celulares, los antígenos y los cofactores (moléculas auxiliares).

#### Terapia de células T con receptores quiméricos de antígenos (CAR-T)
La terapia de linfocitos T con CAR (CAR-T) es uno de los métodos más utilizados de terapia génica. Las células T se obtienen modificando los linfocitos T del paciente añadiéndoles un receptor de antígeno quimérico que reconocen células cancerosas específicas. Estos receptores modificados alteran la estructura física de los linfocitos T, permitiéndoles atacar las células cancerosas. Sin embargo, éstas permanecen inactivas hasta que identifican los antígenos  específicos relacionados con el cáncer, lo que las convierte en un tratamiento efectivo tanto a nivel celular como molecular.

#### Combinación de CAR-T con citocinas e inhibidores de punto de control
Los inhibidores de puntos de control son proteínas reguladoras, que reducen la reproducción de linfocitos T. Esta función es útil en la optimización de la terapia, ya que, al bloquear estas proteínas, se estimula una respuesta antitumoral intensa del sistema inmune dirigido por las células T. Al manipular los receptores inhibidores y las moléculas que interactúan con ellos, se amplifica la efectividad de las células T.
Por otra parte, la combinación con citocinas mejora su eficacia, debido a que, al ser moléculas que desempeñan el papel de mensajeras consigo mismas, células cercanas o distantes, utilizan sistemas de señalización intracelular para potenciar las características antitumorales de las células T. Por ejemplo, la interleucina-2 (IL2) actúa como un factor de crecimiento para varias células del sistema inmune, incluidos los linfocitos T, lo que incrementa la replicación y propagación de las células T en el organismo.

#### Problemas asociados con la terapia de células T
Este tratamiento, basado en la terapia génica, presenta desafíos importantes, uno de los principales es que los antígenos utilizados para identificar las células cancerosas también pueden estar presentes en las células sanas del cuerpo. Esto provoca que los linfocitos T ataquen células sanas en lugar de las cancerosas, cuando el antígeno carece de especificidad para las células tumorales.Una posible solución es incluir dos receptores de antígenos diferentes en las células T para aumentar su especificidad.  Otra dificultad asociada con la inmunoterapia de células T es el riesgo de desarrollar el síndrome de liberación de citocinas. Este fenómeno ocurre cuando el sistema inmunológico libera un exceso de factores proinflamatorios, lo que puede generar efectos secundarios graves como fiebre alta y náuseas.

### Terapia génica
En las últimas décadas, la terapia génica ha emergido como un método para el tratamiento del cáncer. Este enfoque introduce secuencias genéticas externas en células afectadas con genomas gravemente dañados, con el propósito de modificar su expresión. Dado que las células cancerosas no operan como las normales, los métodos para eliminarlas presentan una mayor complejidad. La manipulación de los sistemas de señalización intracelular, controlados por ciertos genes y sus reguladores, constituye una gran área de investigación en oncología.